# Капан (сериал)
„Капан“ (на турски: Tuzak) е турски драматичен телевизионен сериал, съвместна продукция между Fabrika Yapım и Acun Medya, чийто първи епизод е излъчен на 19 октомври 2022 г. Режисьор е Айтач Чичек, сценаристи са Ейлем Джанполат, Айшенур Съкъ и Али Йорюкоулу. Участват Акън Акъньозю, Бенсу Сорал и Талат Булут. Сериалът приключва със своя 26-и епизод, който е излъчен на 28 април 2023 г.

## Актьорски състав
- Акън Акъньозю – Умут Йорюкоулу/Чънар Йълмаз
- Бенсу Сорал – Джерен Гюмюшай
- Талат Булут – Демир Гюмюшай
- Илайда Чевик – Луна
- Ръза Коджаоулу – Гювен Гюмюшай
- Яъз Джан Конялъ – Мете Гюмюшай
- Емир Бендерлиоулу – Четин/Махир Йорюкоулу
- Онур Дурмаз – Али Хауер
- Наз Гьоктан – Айше
- Ейлюл Су Сапан – Нил/Умай Йорюкоулу
- Сервет Пандур – Мерал

## Излъчване
| Сезон | Сезон | Епизоди | Начало на сезона    | Край на сезона   | Епизоди | ТВ сезон    | ТВ канал |
| ----- | ----- | ------- | ------------------- | ---------------- | ------- | ----------- | -------- |
|       | 1     | 26      | 19 октомври 2022 г. | 28 април 2023 г. | 1 – 26  | 2022 – 2023 | TV8      |